# 冷口戰鬥
冷口戰鬥發生於1933年3月4日，地點則是在中國冀北一帶。是抗日戰爭初期长城抗战后期的戰鬥之一，交戰一方為守軍之國民革命軍，另一方則為日軍。而中國軍隊領導者為宋哲元。最後，日軍獲勝，3月7日佔據冷口。